# Homalco (peuple)
Pour les articles homonymes, voir Homalco.

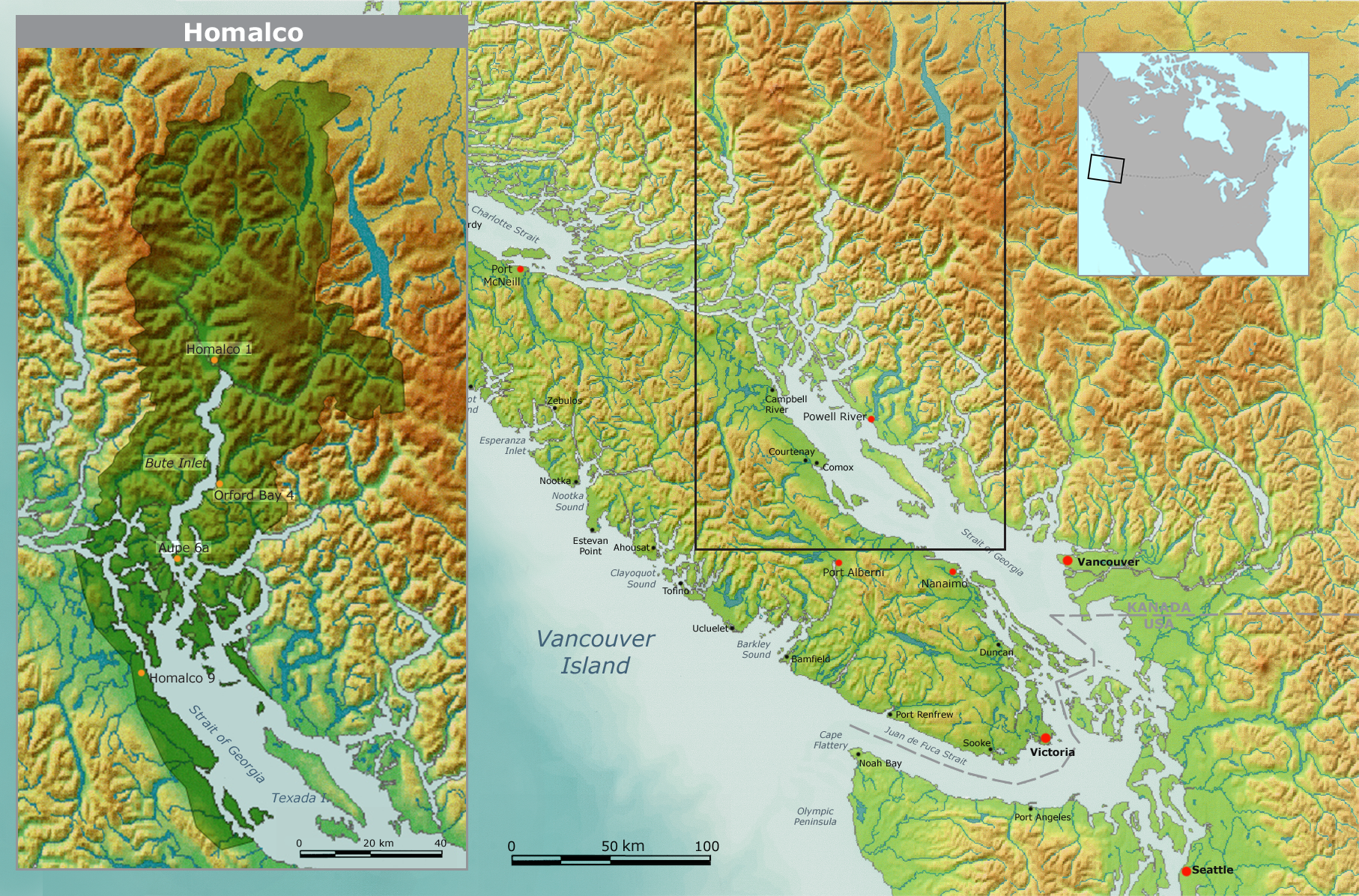
Territoire traditionnel des Homalco.

Les Homalco, aussi appelé Xwémalhkwu ou χʷɛmaɬku (en comox), sont un peuple salish de la côte nord du groupe comox du continent, au Canada, tout comme les Sliammon et les Klahoose). Ils sont représentés par la Première Nation Homalco.